# Lillo (comico)
Lillo, pseudonimo di Pasquale Petrolo (Roma, 27 agosto 1962), è un attore, comico, sceneggiatore, regista, cantante, conduttore televisivo, conduttore radiofonico e fumettista italiano.
Fa parte del duo Lillo & Greg assieme a Claudio Gregori, con il quale aveva precedentemente dato vita al gruppo musicale rock demenziale Latte & i Suoi Derivati. Ha lavorato per Le Iene, programma di Italia 1. Dal 2003 è autore e conduttore insieme a Greg della trasmissione radiofonica 610 in onda su Rai Radio2 nei weekend.
Lillo è coautore di programmi televisivi, tra cui Telenauta '69 (Mediaset), Stracult (Rai), Bla Bla Bla (Rai) Cocktail d'amore (Rai), Mmmhh!, Abbasso il frolloccone e Serata per Voi.

## Biografia

### Anni ottanta e novanta
Lillo, che conobbe Greg nel 1986 in una casa editrice di fumetti, è autore di buffi personaggi quali Stinco & Laido, Topo Martino e NormalMan. Dal 1987 al 1992 collabora con la casa editrice ACME in qualità di disegnatore e sceneggiatore di fumetti; realizza strisce umoristiche per la rivista Animal Comic e scrive testi per Lupo Alberto e Cattivik. Nel 1992, rimasto disoccupato insieme a Greg, fonda il gruppo rock demenziale Latte & i Suoi Derivati. Nel 1995 realizza la copertina dell'album Made to Love You della band pop punk milanese Killjoint. Nel 1997 è insieme a Greg nel gruppo fondatore de Le Iene, programma televisivo di Italia 1, ove i due rimangono per 3 anni consecutivi. Anche in seguito continueranno a collaborare, realizzando una serie di minifilm insieme a Franco Stradella: Arancia meccanica, Le Iene anni 1970, Ienissima.

### Anni duemila
Nel 2000 Lillo scrive e interpreta Il mistero dell'assassino misterioso, insieme a Greg, in scena al Teatro Ambra Jovinelli di Roma. La commedia viene rappresentata con successo per tre anni consecutivi in tutta Italia ed è spesso riproposta in televisione su Palcoscenico, trasmissione che Rai 2 dedicava agli spettacoli teatrali. A maggio del 2000, Lillo insieme a Greg idea per Italia 1 il varietà televisivo Telenauta '69, un omaggio in bianco e nero alla TV degli anni sessanta. Nel 2001 Lillo insieme a Greg è nel cast de L'ottavo nano, programma satirico di Serena Dandini e Corrado Guzzanti in onda su Rai 3. Nel 2002 Lillo è coautore e co-conduttore di Mmmhh!, insieme a Greg, Neri Marcorè e Rosalia Porcaro. Nel 2003 Lillo Petrolo partecipa al programma di Corrado Guzzanti, Il caso Scafroglia. Nello stesso anno, Lillo con Greg partecipano anche come autori a Stracult e a Cocktail d'amore, entrambi programmi di Rai 2 curati da Marco Giusti.
Nel 2003-2004 i due partecipano ai programmi Rai B.R.A. Braccia Rubate all'Agricoltura di Serena Dandini e Abbasso il frolloccone, dove rivisitano celebri sketch televisivi del passato, in occasione del 50º anniversario della Rai. Dal 2003 Lillo è autore e conduttore, insieme a Greg, del programma radiofonico 610, in onda dal lunedì al venerdì su Rai Radio 2. La trasmissione, nata nel 2003 con due puntate nel fine settimana, nel 2004 vince il premio Flaiano per la sezione Radio, consolida negli anni un successo crescente, vede ampliare le fasce di programmazione, e raccoglie audience anche attraverso i canali social ed i podcast delle puntate.
Nel 2004 Lillo e Greg mettono in scena e interpretano la commedia Work in Regress, scritta da Claudio Gregori con la regia di Lillo Petrolo. Nel 2005 Lillo commenta in coppia con Greg per il canale satellitare GXT e per Italia 7 le puntate dello show giapponese Takeshi's Castle, replicate per anni anche su altri canali. Nello stesso anno, sempre su Rai 2, sono autori e conduttori di Bla Bla Bla, parodia dei talk show. Sempre nel 2005 Lillo realizza il suo primo corto Moto perpetuo, scritto con Paola Minaccioni. Lo stesso anno Lillo e Greg scrivono, mettono in scena ed interpretano la commedia musicale The Blues Brothers - Il plagio. Dal 2005 al 2008 Lillo firma con Greg la rubrica Greg e Lillo Travel pubblicata sull'allegato I viaggi de La Repubblica del giovedì.
Nel 2006 Lillo porta in TV, sul canale satellitare GXT per ragazzi, il supereroe NormalMan alias Piermaria Carletti, recuperato da un fumetto di Lillo Petrolo e già presentato in versione radiofonica a 610. Gli episodi sono andati in onda ininterrottamente sui canali GXT e K2 dal 2006 al 2009. Sempre nel 2006, sull'onda di questa esperienza e sempre sul canale satellitare per ragazzi GXT, Lillo cura la regia di Scull of Rap, produzione ispirata allo street style interpretata da G-Max dei Flaminio Maphia. Ancora nello stesso anno Lillo e Greg mettono in scena, interpretano e curano la regia de La baita degli spettri, scritta da Claudio Gregori. Lo spettacolo è di nuovo in scena nel 2008.
A febbraio 2007, viene presentato il libro Questo libro cambierà la vostra vita... non necessariamente in meglio. 365 idee per un'autodistruzione consapevole, scritto da Lillo Petrolo e Claudio Gregori, con la collaborazione di Fabrizio Trionfera. Il libro nasce sull'onda della loro collaborazione nella trasmissione radio 610 - Sei Uno Zero in onda su Radio 2 Rai e viene pubblicato da Rai-Eri e Rizzoli. Nello stesso anno gira per la TV la seconda stagione del supereroe NormalMan. Partecipa inoltre alla quinta stagione di Un medico in famiglia, interpretando con Greg i fratelli Zinco. Lillo, insieme a Greg, è testimonial delle patatine Crik Crok, interpretando una serie di spot pubblicitari per Ica Foods.
Nel 2008 Lillo torna a girare per Le iene alcuni video con Greg per la serie Ienissima. Nell'ottobre dello stesso anno Lillo è con Greg nel cast del programma Parla con me di Serena Dandini su Rai 3, con la loro mini sitcom satirica Greg Anatomy, parodia della serie televisiva Grey's Anatomy. Sempre nel 2008 Lillo interpreta il ruolo di Filippo nella fiction TV Amiche mie, miniserie televisiva in 12 episodi, trasmessa in 6 prime serate su Canale 5. Nello stesso anno Lillo & Greg inaugurano il Teatro Morgana (il ridotto del Teatro Brancaccio, oggi Brancaccino) di Roma con uno show di sketches dal titolo Sketch & Soda. Nello stesso anno Lillo collabora alla fondazione di una stazione radio in Malawi, attraverso il progetto di cooperazione internazionale "Seiunonero".
Il 2009 inizia con due commedie che debuttano ambedue a febbraio in teatro: L'importante è vincere senza partecipare, scritta da Lillo Petrolo che ne cura anche la regia, interpretata da Paola Minaccioni e Federica Cifola. Lillo analizza in chiave umoristica alcuni meccanismi innescati dal bisogno di sentirsi nella vita vincenti a ogni costo. A distanza di due giorni, segue il debutto di Far West Story, scritta da Claudio Gregori e diretta da questi con Lillo. A ottobre si replica a Roma lo spettacolo scritto e diretto da Lillo Petrolo L'importante è vincere senza partecipare, interpretato da Paola Minaccioni, questa volta affiancata da Barbara Folchitto. Nello stesso anno la presenza televisiva si sposta sul canale LA7, dove Lillo partecipa al talk show Victor Victoria, all'interno del quale dà vita a mini-fiction di carattere surreale quali Utopia, Agenzia Amico Express e Talk Show, con la regia di Franco Stradella. Nello stesso anno è anche autore de Le iene. Nel giugno dello stesso anno Il mistero dell'assassino misterioso varca i confini nazionali e viene messo in scena in Spagna da una compagnia catalana. Dal 2010 lo spettacolo continua ininterrottamente venire rappresentato da molte compagnie, amatoriali e non, in tutta Italia.

### Anni duemiladieci

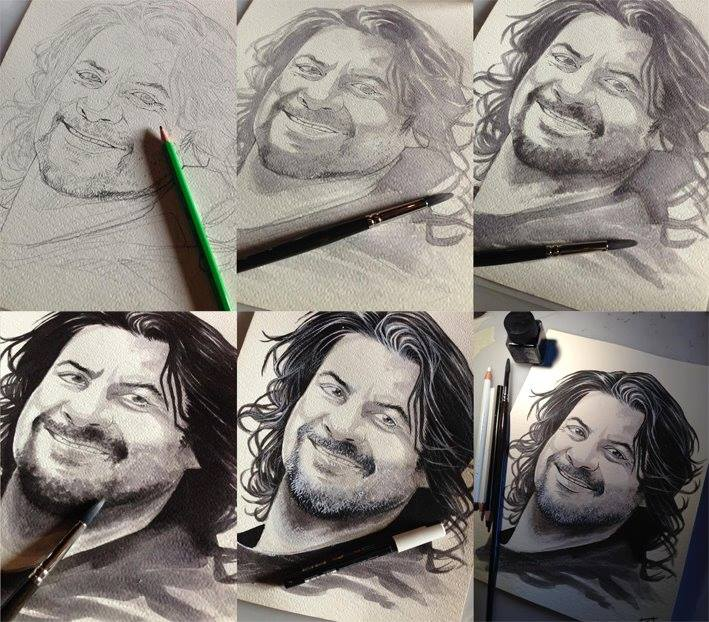
Lillo disegnato da Elena de' Grimani per il film Forever Young

Nel 2010 Lillo & Greg partecipano al programma Rai Mettiamoci all'opera. Dall'ottobre dello stesso anno Lillo & Greg sono i commentatori di Wipeout, game show prima della versione statunitense e successivamente della versione britannica. Le puntate verranno trasmesse sui canali GXT e K2 fino al 2014, dal 2015 verranno trasmesse da DeeJay Television. Sempre nel 2010 Lillo partecipa, inoltre, all'episodio Anomalia 21, della serie televisiva L'ispettore Coliandro, per la regia dei Manetti Bros.. Nello stesso anno Lillo recita nella commedia di Greg Intrappolati nella commedia.
Nel 2011 Lillo & Greg partecipano alla trasmissione Parla con me di Serena Dandini, con la band Latte & i Suoi Derivati e sono inoltre ospiti a Sanremo 2011, interpretando una gag comica interna al brano di Max Pezzali dal titolo Il mio secondo tempo, riarrangiata in versione swing. Nello stesso anno Lillo illustra il libro per ragazzi La scomparsa di Zero di Mauro Baeli e Mirna La Vigna. Sempre nel 2011 esce il libro a fumetti Normalman - Le origini, presentato nel 2011 a Lucca Comics & Games. Nello stesso anno Lillo idea e interpreta Lillo No Limit, mini show in 6 episodi sul canale televisivo POKERItalia24, uno show sul poker incentrato sugli stereotipi che compongono il mondo dell'hold'em e la loro reinterpretazione in chiave umoristica. Ancora nel 2011 Rai 2 trasmette la sitcom Fiore calabro, ideata da Lillo e nata in seno alla trasmissione radiofonica 610, all'interno del programma Base Luna di Marco Giusti. Il 4 marzo Rai 5 manda in onda, in prima serata, una puntata speciale di 610, di cui Lillo è autore insieme a Greg. Nello stesso anno Lillo & Greg girano l'Italia con lo spettacolo Intrappolati nella commedia, debuttando nel dicembre al Teatro Olimpico di Roma con la nuova commedia di Greg L'uomo che non capiva troppo.
Nel 2012 esce il secondo libro a fumetti Normalman contro tutti, presentato a Lucca Comics & Games 2012. Nello stesso anno Lillo è nel cast del programma satirico Aniene 2 dell'amico Corrado Guzzanti, in onda su Sky. Il 21 gennaio Lillo & Greg tornano sul piccolo schermo per prendere parte al nuovo programma di Serena Dandini The Show Must Go Off, in onda su LA7. Lillo dà inoltre vita al personaggio de Il Coreografo, maestro del Doppio Anagni e tutte le sue varianti. Nell'aprile di quell'anno Rai 2 trasmette lo spettacolo Sketch & Soda in prima serata, che vede Lillo & Greg protagonisti. Nel mese di settembre, sempre Rai 2, manda in onda in seconda serata lo show Serata per Voi, in 2 appuntamenti. Nello spettacolo Lillo & Greg fanno zapping su tutte le reti TV, dove nel ruolo di attori raccontano la brutta TV di oggi. Nel maggio dello stesso anno Lillo & Greg sono sul palco del Teatro Ambra Jovinelli di Roma con la commedia di Claudio Gregori Chi erano i Jolly Rockers?.
Il 17 maggio 2013 "Seiunozero" festeggia i suoi primi 10 anni con un evento live all'Auditorium Conciliazione a Roma, trasmesso in TV da Rai 3 il 2 giugno seguente alle 23:35, ottenendo il 5% di share. Dal 26 dicembre Lillo & Greg riportano in scena la commedia Il mistero dell'assassino misterioso, sul palcoscenico del Teatro Olimpico di Roma, ottenendo per un mese di fila un notevole successo di pubblico. Dopodiché lo portano in tour a Milano, Torino, Lugano, Bologna, Firenze, in alcune città dell'Emilia-Romagna e del Veneto. Il tour termina ad aprile 2014 nei teatri di Verona e Napoli. Nel 2014, durante il tour de Il mistero dell'assassino misterioso, Lillo & Greg gettano le basi del loro nuovo spettacolo di sketch Occhio a quei 2, che mettono in scena a Roma dal 13 al 31 marzo al Teatro Ambra Jovinelli.
Nell'estate Lillo & Greg decidono per gioco di dare vita alla webserie Pupazzo criminale. Gli episodi scritti, diretti e interpretati da Lillo & Greg, ormai oltre la ventina, vedono l'intreccio di trame pulp e loschi personaggi, tra i quali Sorcio Secco, Er Papero, Primavera, Cocco, i Cugini Carzini, I fratelli Cipriani, Er Giraffa, La Rana, Zelletta, etc. Nello stesso anno Lillo collabora con ActionAid, insieme ad Alex Braga e Frankie Hi NRG, per la campagna "Operazione Fame" condotta in Brasile. Nel 2015 Lillo & Greg sono in scena con due spettacoli. Da gennaio a marzo sono al Teatro Olimpico di Roma con La fantastica avventura di Mr. Starr, scritta da Claudio Gregori. Ad aprile sono al Teatro Ambra Jovinelli di Roma con Il mistero dell'assassino misterioso.
Nel 2016 torna Lillo in scena con Marchette in trincea - Work in Regress, che ha riscritto, diretto e interpretato con Greg. La commedia è stata messa in scena al Teatro Brancaccio di Roma per 6 settimane. A questa ha fatto seguito Best of, sempre scritta diretta e interpretata con Greg, che i 2 hanno portato in un breve tour italiano per poi approdare al Teatro Ambra Jovinelli di Roma. Nel 2017 Lillo fonda la sua rockband Lillo e i Vagabondi. Nel 2019 è il protagonista del fortunato musical School of Rock, rappresentato nei maggiori teatri italiani in una lunga tournée durata oltre un anno. La sua interpretazione gli fa vincere il premio per il musical: Pasquale Petrolo per School of Rock alla 46ª edizione dei premi Flaiano.

### Anni duemilaventi
Nell'aprile 2021 partecipa, come concorrente, al comedy show di Prime Video LOL - Chi ride è fuori e presenta il Concerto del Primo Maggio. A inizio 2022 Lillo conduce Danza con me, insieme a Roberto Bolle e Serena Rossi. Il 14 aprile 2022 esce al cinema Gli idoli delle donne, in cui Lillo è protagonista insieme a Greg; questo è il secondo film che vede la coppia nella veste di registi. L'anno seguente esce su Prime Video Sono Lillo, serie scritta e interpretata da lui.

## Filmografia

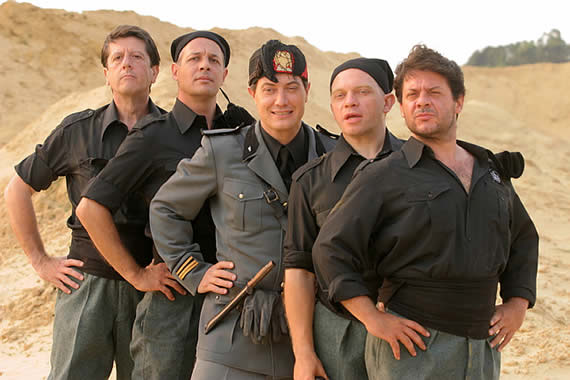
Andrea Purgatori, Andrea Blarzino, Corrado Guzzanti, Marco Marzocca e Pasquale Petrolo in Fascisti su Marte (2006)

### Attore

#### Cinema
- Bagnomaria, regia di Giorgio Panariello (1999)
- Blek Giek, regia di Enrico Caria (2001)
- Per non dimenticarti, regia di Mariantonia Avati (2006)
- Fascisti su Marte, regia di Corrado Guzzanti e Igor Skofic (2006)
- Lillo e Greg - The movie!, regia di Luca Rea (2007)
- Cacao, regia di Luca Rea (2010)
- Nessuno mi può giudicare, regia di Massimiliano Bruno (2011)
- Com'è bello far l'amore, regia di Fausto Brizzi (2012)
- Colpi di fulmine, regia di Neri Parenti (2012)
- Colpi di fortuna, regia di Neri Parenti (2013)
- Mi rifaccio vivo, regia di Sergio Rubini (2013)
- La grande bellezza, regia di Paolo Sorrentino (2013)
- Un Natale stupefacente, regia di Volfango De Biasi (2014)
- Natale col boss, regia di Volfango De Biasi (2015)
- Tempo instabile con probabili schiarite, regia di Marco Pontecorvo (2015)
- Forever Young, regia di Fausto Brizzi (2016)
- Natale a Londra - Dio salvi la regina, regia di Volfango De Biasi (2016)
- Nove lune e mezza, regia di Michela Andreozzi (2017)
- Modalità aereo, regia di Fausto Brizzi (2019)
- Attenti al gorilla, regia di Luca Miniero (2019)
- Detective per caso, regia di Giorgio Romano (2019)
- Il grande salto, regia di Giorgio Tirabassi (2019)
- D.N.A. - Decisamente non adatti, regia di Lillo & Greg (2020)
- Tutti per Uma, regia di Susy Laude (2021)
- Il mostro della cripta, regia di Daniele Misischia (2021)
- Una famiglia mostruosa, regia di Volfango De Biasi (2021)
- Gli idoli delle donne, regia di Lillo & Greg ed Eros Puglielli (2022)
- Con chi viaggi, regia di YouNuts! (2022)
- Grosso guaio all'Esquilino - La leggenda del kung fu, regia di YouNuts! (2022)
- Elf Me, regia di YouNuts! (2023)
- Gli addestratori, regia di Andrea Jublin (2024)
- Cortina Express, regia di Eros Puglielli (2024)
- Tutta colpa del rock, regia di Andrea Jublin (2025)

#### Televisione
- Via Zanardi, 33 – serie TV (2001)
- NormalMan – serie TV (2006-2007)
- Un medico in famiglia – serie TV (2007)
- Amiche mie – serie TV (2008)
- L'ispettore Coliandro – serie TV, episodio 4x02 (2010)
- Lola & Virginia – serie TV (2011)
- Permette? Alberto Sordi, regia di Luca Manfredi – film TV (2020)
- Gigolò per caso – serie TV, episodio 4 (2023)
- Sono Lillo  – serie TV, 14 episodi (2023-2024) - candidata ai Nastri d'argento - Grandi Serie 2023 nella cinquina miglior serie TV - Commedie

### Web Serie
- Pupazzo criminale (2014-2019)
- Generazione LOL - Chi ride è fuori (2022)
- Prime Games (2023)

### Videoclip
- Mamma mia, diretto da Manetti Bros. (2009)
- Mamma Maria, diretto da Manetti Bros. (2009)
- Scusa se non piango – Daniele Silvestri (2019)
- La mia felicità – Fabio Rovazzi (feat Eros Ramazzotti) (2021)
- Cringe – Salmo e Noyz Narcos (2023)

### Doppiatore
- Humpday - Un mercoledì da sballo, regia di Lynn Shelton (2010)
- Epic - Il mondo segreto, regia di Chris Wedge (2013)
- Pets - Vita da animali, regia di Chris Renaud e Yarrow Cheney (2016)
- Pets 2 - Vita da animali, regia di Chris Renaud (2019)
- Ron - Un amico fuori programma, regia di Peter Baynham e Sarah Smith (2021)
- DC League of Super-Pets, regia di Jared Stern (2022)
- Il Baracchino – serie TV (2025)

## Teatro
- 5740170 - 06 per chi chiama da fuori Roma di Lillo & Greg, regia di Attilio Corsini (1994)
- Gli squallidi di e regia di Lillo & Greg (1996)
- Twenty Quarantino di e regia di Lillo & Greg (1997)
- Lillo & Greg Show di e regia di Lillo & Greg (1999)
- Il mistero dell'assassino misterioso di Lillo & Greg, regia di Francesca Zanni (2000-2001-2002)
- Work in Regress di Greg, regia di Lillo Petrolo (2004)
- The Blues Brothers - Il plagio di Lillo & Greg, regia di Monica Zullo (2005)
- La baita degli spettri, regia di Lillo & Greg (2005)
- Sketch & Soda di e regia di Lillo & Greg (2005)
- L'importante è vincere senza partecipare di e regia di Lillo Petrolo (2009)
- Far West Story, regia di Lillo e Greg (2009)
- Intrappolati nella commedia, regia di Mauro Mandolini (2010)
- L'uomo che non capiva troppo, regia di Mauro Mandolini (2011)
- Chi erano i Jolly Rockers?, regia di Mauro Mandolini (2012-2013)
- Occhio a quei 2 di Lillo & Greg, regia di Pino Quartullo (2014)
- La fantastica avventura di Mr. Starr, regia di Mauro Mandolini (2014)
- Marchette in Trincea - Work in Regress, regia di Lillo & Greg (2016)
- Best Of di e regia di Lillo & Greg (2016)
- Gagmen di e regia di Lillo & Greg (2019)
- Il mistero dell'assassino misterioso di Lillo & Greg, regia di Claudio Piccolotto (2023)
- Movie erculeo, regia di Claudio Piccolotto, Lillo & Greg (2025)

## Programmi TV
- Le Iene (Italia 1, 1997-2003)
- Telenauta '69 (Italia 1, 2000)
- L'ottavo nano (Rai 2, 2001)
- Mmmhh! (Rai 2, 2002) – autore e conduttore
- B.R.A. Braccia Rubate all'Agricoltura (Rai 3, 2003-2004)
- Abbasso il frolloccone (Rai 2, 2003-2004)
- Stracult (Rai 2, 2003-2005)
- Cocktail d'amore (Rai 2, 2003)
- Bla Bla Bla (Rai 2, 2005) – autore e conduttore
- Takeshi's Castle (Fox Kids, GXT e K2, 2005-2006) – commentatore
- NormalMan (CanalOne, GXT, K2, 2006-2007) – autore e attore
- Wipeout - Pronti a tutto! (Frisbee, CanalOne, Deejay TV, Spike, GXT, K2, 2008-2011) – commentatore
- Total Wipeout - Pronti a tutto! (CanalOne, GXT, K2, 2009-2012) – commentatore
- 610 in 2D (Rai Radio 2, 2011) – autore e conduttore
- Base Luna (Rai 2, 2011)
- Serata per Voi (Rai 2, 2012) – autore e conduttore
- The Show Must Go Off  (LA7, 2012)
- Aniene (Sky Uno, 2012)
- Parla con me (Rai 3, 2012)
- Stracult (Rai 2, 2013) – attore e conduttore
- David di Donatello (Rai 1, 2013)
- LOL - Chi ride è fuori (Prime Video, 2021-2024)
- Concerto del Primo Maggio (Rai 3, 2021)
- LOL - Chi ride è fuori - Edizione Generazione LOL (Prime Video, 2022) – conduttore
- LOL - Chi ride è fuori - Edizione XMAS (Prime Video, 2022) – concorrente
- Lillo e Greg Comedy Show (Prime Video, 2022) – autore e attore
- Danza con me (Rai 1, 2022) – co-conduttore e attore
- 610 (programma radiofonico) (Rai Radio 2, 2023) – edizione speciale 20 anni
- Alessandro Borghese - 4 ristoranti (Sky, 2025) – edizione speciale 10 anni

## Radio
- 610 (2003-in corso)

## Pubblicazioni
- Stinco & Laido, Topo Martino, Normalman nella rivista LSD - Latte e i Suoi Derivati pubblicata nel 1993
- Questo libro cambierà la vostra vita... non necessariamente in meglio. 365 idee per un'autodistruzione consapevole, RAI-ERI/Rizzoli, 2007
- Greg e Lillo Travel, rubrica pubblicata sull'allegato del giovedì I Viaggi de La Repubblica, dal 2005 al 2008
- Normalman - Le Origini, disegnato da L.Usai, storia e sceneggiatura di Lillo Petrolo, Salani, 2011
- La scomparsa di Zero, tutte le illustrazioni del libro per bambini di Baeli/La Vigna, Gruppo Albatros Il Filo, 2011
- Tutti contro Normalman, disegnato da L.Usai, storia e sceneggiatura di Lillo Petrolo, Salani, 2012
- Biografia. Non autorizzata da Lillo. Non autorizzata da Greg, Roma, Gremese, 2021, ISBN 978-88-6692-135-6.
- La banda delle mezze calzette, illustrazioni di Caterina Fratalocchi, con Lorenzo La Neve, De Agostini, 2022.
- Posaman & Friends, disegnato da L.Usai, copertina di Gabriele Dell'Otto, storia e sceneggiatura di Lillo Petrolo, Rizzoli, 2022

## Discografia

### Con Lillo e i Vagabondi
Singoli
- 2018 – Logorroic Rap

### Con Latte & i Suoi Derivati
Album in studio
- 1994 – Greatest Hits
- 1996 – 22 celebri motivi... per sognare
- 1996 – 57 quaranta 150 (06 per chi chiama da fuori Roma)
- 1996 – Noi e gli animali
- 1997 – Sei sicuro che era solo tabacco?

Raccolte
- 2003 – Prima compilation
- 2003 – Seconda compilation
- 2003 – Latte & i Suoi Derivati

## Riconoscimenti
- Premio Flaiano
  - Premio Flaiano per la televisione e la radio 2004 – Premio per il programma radio 610 (programma radiofonico)
  - 2019 – Premio per il musical per School of Rock

- Nastro d'argento
  - 2014 – Premio speciale attore non protagonista per La grande bellezza
  - 2015 – Premio Nino Manfredi – Premio speciale per Natale col boss
  - 2023 – Candidatura nella cinquina Commedie della serie tv Sono Lillo

- Biglietto d'oro
  - 2013 – per il film Colpi di fulmine
  - 2014 – per il film Colpi di fortuna

- Premio satira politica
  - 2004 – Premio per la radio, per la trasmissione 610 (programma radiofonico)

- Premio Scarnicci e Tarabusi – Il Troncio
  - 2016
- Sabaudia Film.Com-Media
  - 2016 – Miglior attore non protagonista per Forever Young

- Taormina Arte
  - 2015 – Premio Cariddi per la commedia